# Pedaliodes syleus
Pedaliodes syleus är en fjärilsart som beskrevs av Otto Thieme 1905. Pedaliodes syleus ingår i släktet Pedaliodes och familjen praktfjärilar. Inga underarter finns listade i Catalogue of Life.